# Stara Rika
Stara Rika (Stara Rzeka) lub Domażyr – potok na Ukrainie, na Roztoczu Janowskim, lewy dopływ Wereszycy, długości kilkunastu kilometrów. Domażyr wypływa we wsi Dąbrowica. Płynie na południe przez wewnętrzne, zabagnione obniżenie Roztocza. Opodal Karaczynowa (Wrocowa) dołącza do niego potok Zimnawoda. Dalej skręca na zachód i uchodzi do Wereszycy koło miejscowości Malczyce jako Stara Rika. 
Zobacz też: Domażyr (ujednoznacznienie)